# Philosina alba
Philosina alba là loài chuồn chuồn trong họ Megapodagrionidae. Loài này được Wilson miêu tả khoa học đầu tiên năm 1999.